# Petrine Sonne
Petrine Johanne Sonne (* 25. November 1870 in Kopenhagen; † 26. Mai 1946 ebenda) war eine dänische Schauspielerin.

## Leben und Werk
Petrine Sonne ist die Tochter von Hans Karsten Møller (1831–1891) und Julie Amalie Bondesen (1843–1907) und wuchs in Kopenhagen auf. Ihr Bruder war der Schauspieler Valdemar Møller.
Sie absolvierte ihre Schauspielausbildung von 1889 bis 1892 an der Eleveskole des Königlichen Theaters Kopenhagen, wo sie auch ihr Bühnendebüt als Darstellerin hatte. Anschließend war sie bis 1907 am Folketeatret als festes Ensemblemitglied engagiert. In diesem Zeitraum absolvierte sie auch Gastspiele in Norwegen. Von 1911 bis 1927 war sie am Frederiksberg-Theater engagiert. Sie wirkte als Schauspielerin insgesamt in 108 Filmen mit. Von 1907 bis 1927 spielte sie in 67 Stummfilmen und von 1932 bis zu ihrem Tod in 41 Tonfilmen mit.
Sie war von 1902 bis 1922 mit dem Kunstmaler Carl Harry Sonne (1875–1963) verheiratet. Aus der Ehe gingen zwei Söhne hervor, darunter der Kunstmaler Per Sonne (1906–1996). Sie starb am 26. Mai 1946 im Alter von 75 Jahren. Ihre Grabstätte befindet sich auf dem Assistenzfriedhof in Kopenhagen.

## Filmografie (Auswahl)
- 1908: Die Stiefmutter (Svend Dyrings hus)
- 1909: En Kvinde af Folket
- 1918: Du skal ære
- 1925: Du sollst deine Frau ehren (Du skal ære din hustru)
- 1927: Pat und Patachon: Wirbel am Nordseestrand (Vester Vov Vov)
- 1934: Barken Margrethe af Danmark
- 1934: København, Kalundborg og - ?
- 1935: Fange nr. 1
- 1941: En mand af betydning
- 1941: Tag til Rønneby kro
- 1941: Tobiasnætter
- 1944: Biskoppen
- 1945: Man elsker kun een gang
- 1946: Billet mrk.